# NGC 7023
NGC 7023, aussi appelée la nébuleuse de l'Iris ou encore Caldwell 4, est une nébuleuse par réflexion renfermant l'amas ouvert OCL 235 située dans la constellation de Céphée. Cette nébuleuse a été découverte par l'astronome germano-britannique William Herschel en 1794.
L'étoile qui illumine la nébuleuse de l'Iris est HD 200775, une étoile Herbig-Haro de type spectral BE,. La parallaxe de cette étoile mesurée par le satellite Gaia est égale à 2,8175 ± 0,0374 ce qui correspond à une distance de 494 ± 19 pc (∼1 610 al).

## Observation
Avec une magnitude visuelle dans le bleu de 7,2, la nébuleuse de l'Iris peut être observée avec de petites jumelles.

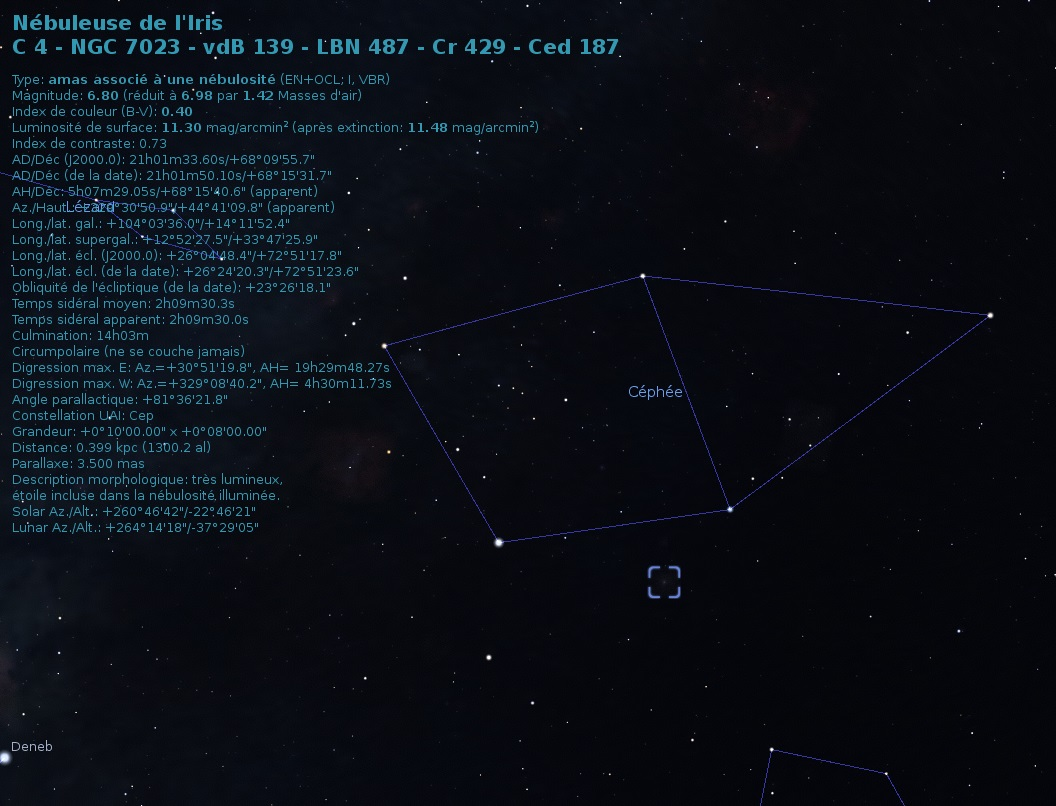
Emplacement de NGC 7023 dans la constellation de Céphée.

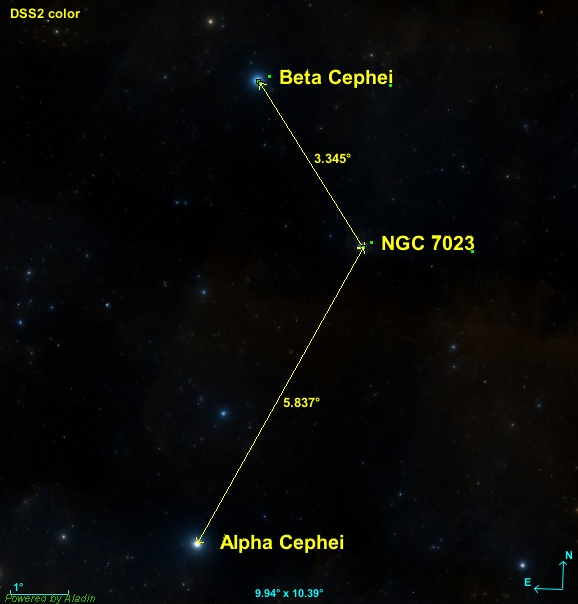
Position de NGC 7023 par rapport à deux étoiles de la constellation de Céphée.

La nébuleuse NGC 7023 est située à environ 3,3 degrés au sud-ouest de l'étoile Beta Cephei et à environ 5,3 degrés au nord-ouest d'Alpha Cephei.

## Émission dans l'infrarouge
Plusieurs publications récentes portent sur les émissions de NGC 7023 dans le domaine de l'infrarouge proche et de l'infrarouge moyen. Ces émissions proviennent de la fluorescence des hydrocarbures aromatiques polycycliques (HAP) et des fullerènes (C60) excités par les radiations ultraviolettes,,.

## Galerie

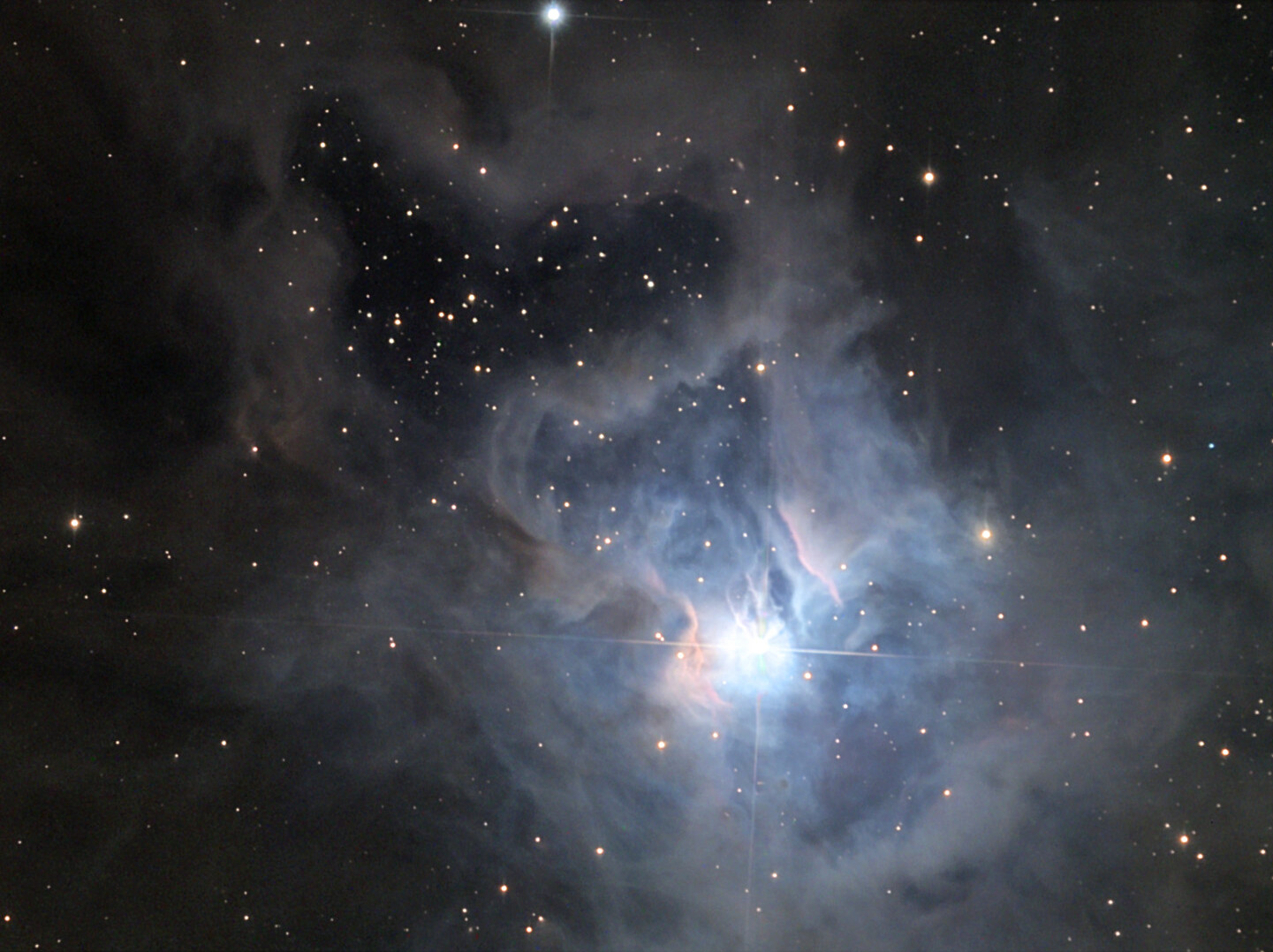
Autre image de NGC 7023 par Adam Block (Observatoire du mont Lemmon/Université de l'Arizona).
NGC 7023 captée par le télescope de 4 mètres de l'Observatoire de Kitt Peak.
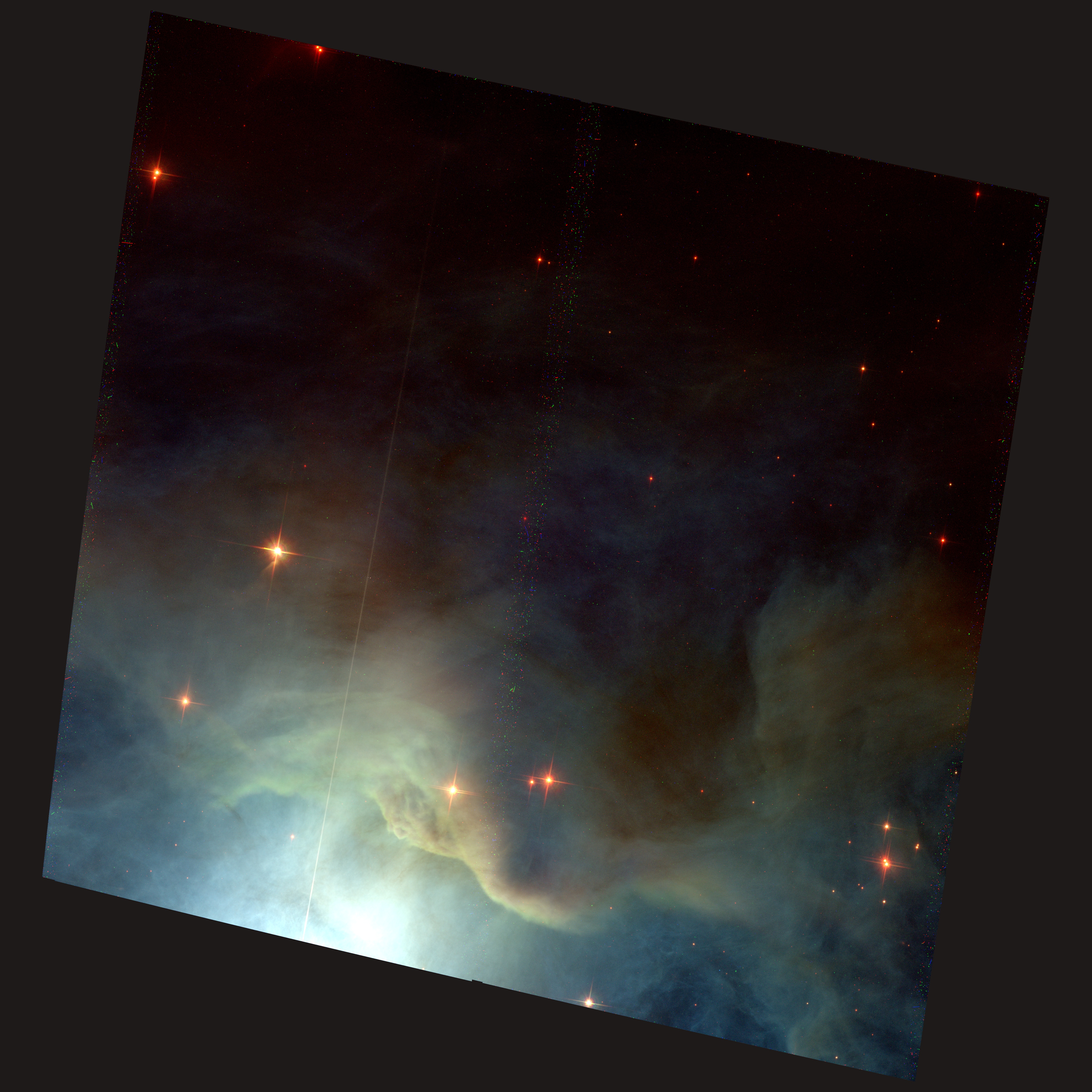
Zoom sur une région de NGC 7023 par le télescope spatial Hubble.
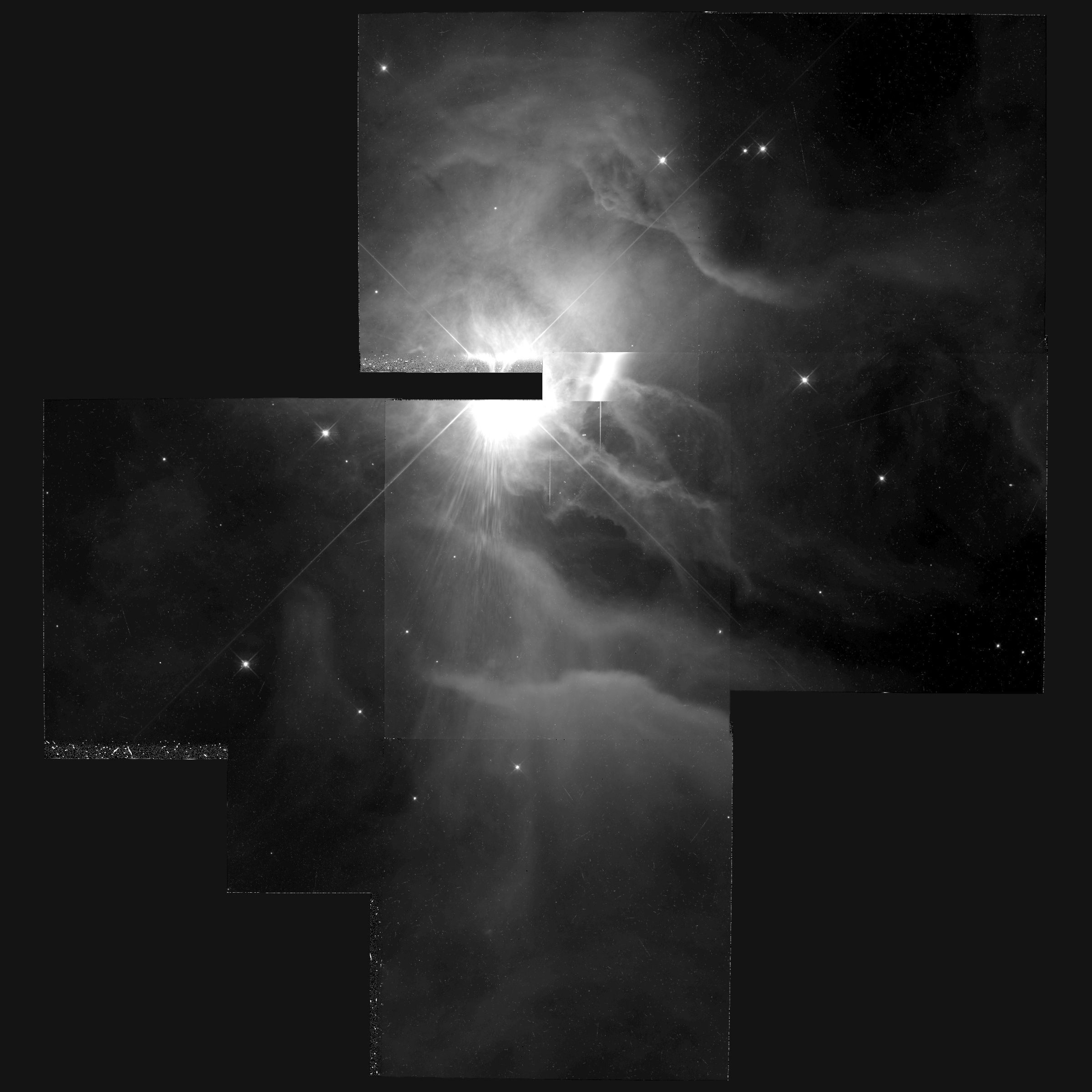
Autre image de NGC  7023 provenant des données captées par le télescope spatial Hubble.
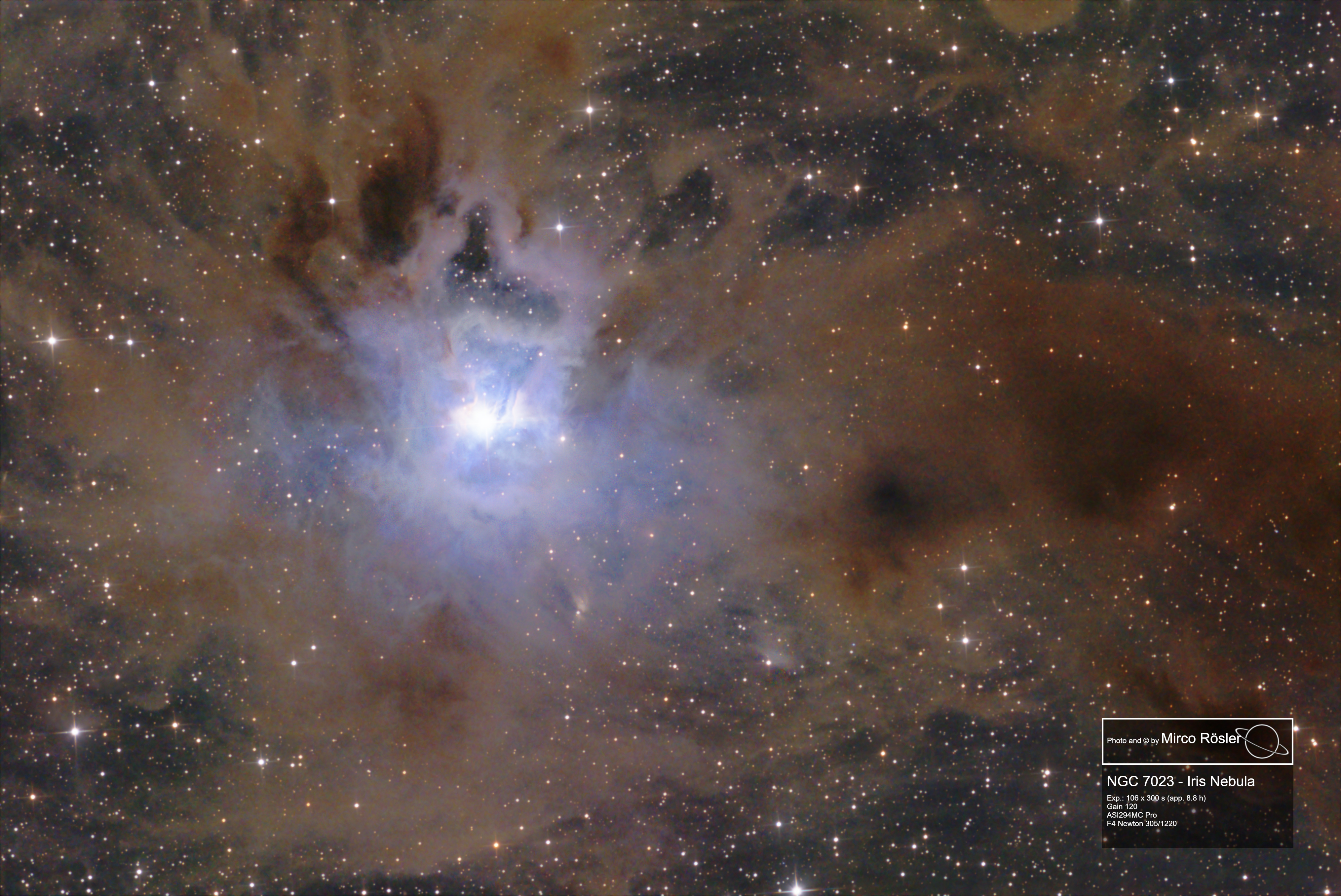
Photographie de NGC 7023 par un astronome amateur (Mirco Rösler).
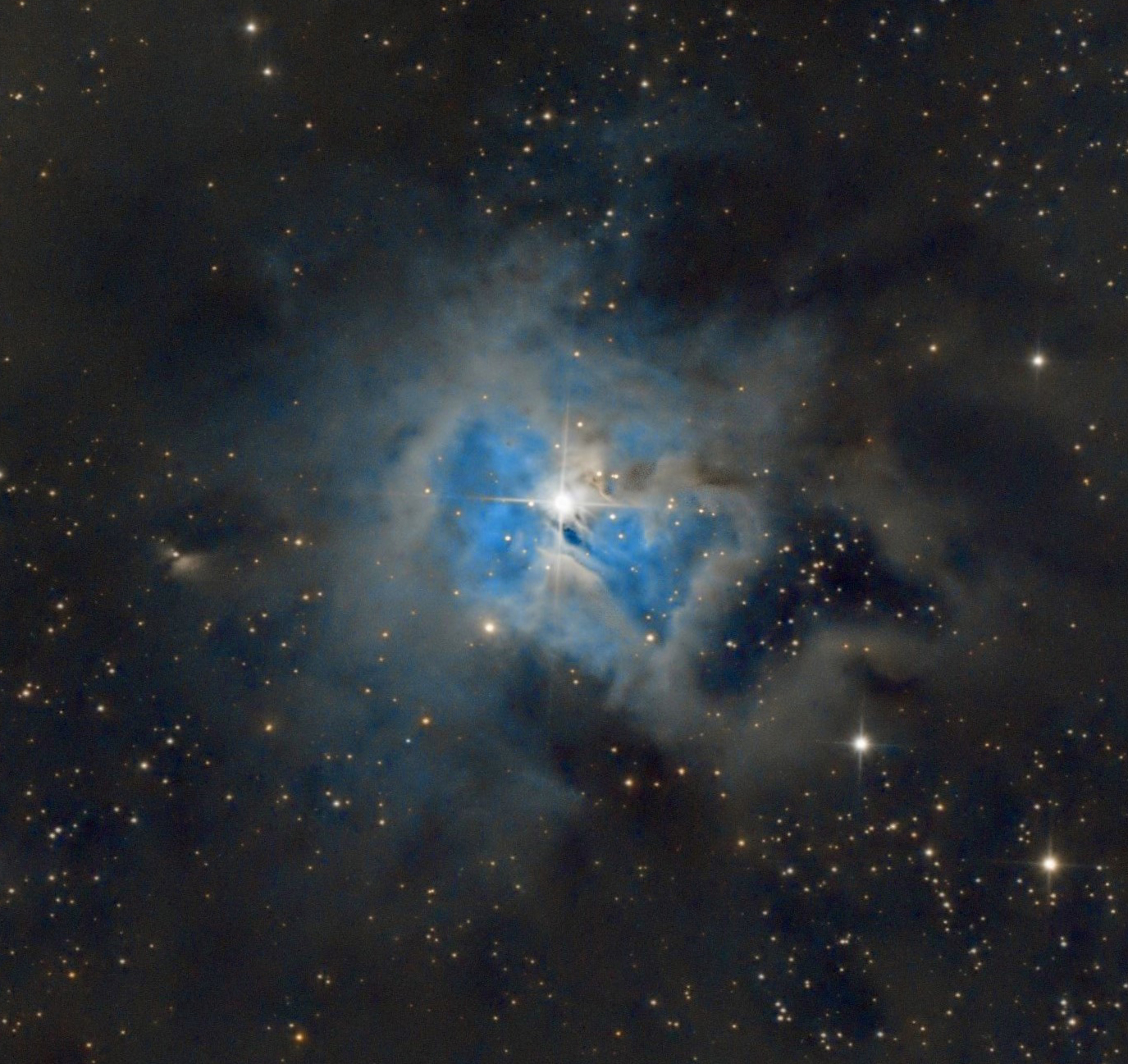
Autre photographie de NGC 7023 par un astronome amateur (Aurélien LEPANOT).
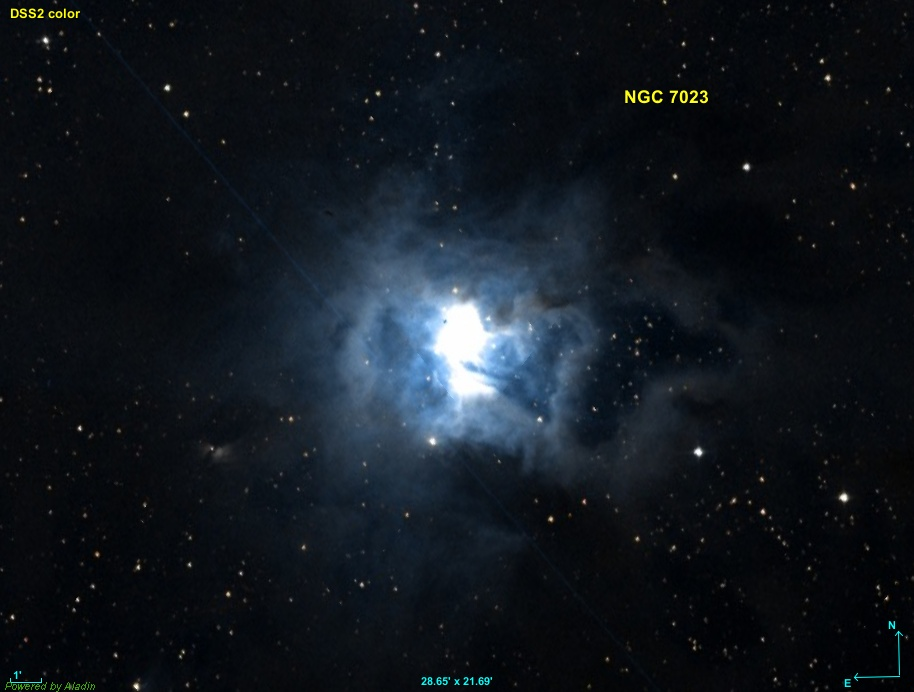
NGC 7023 par le relevé DSS.
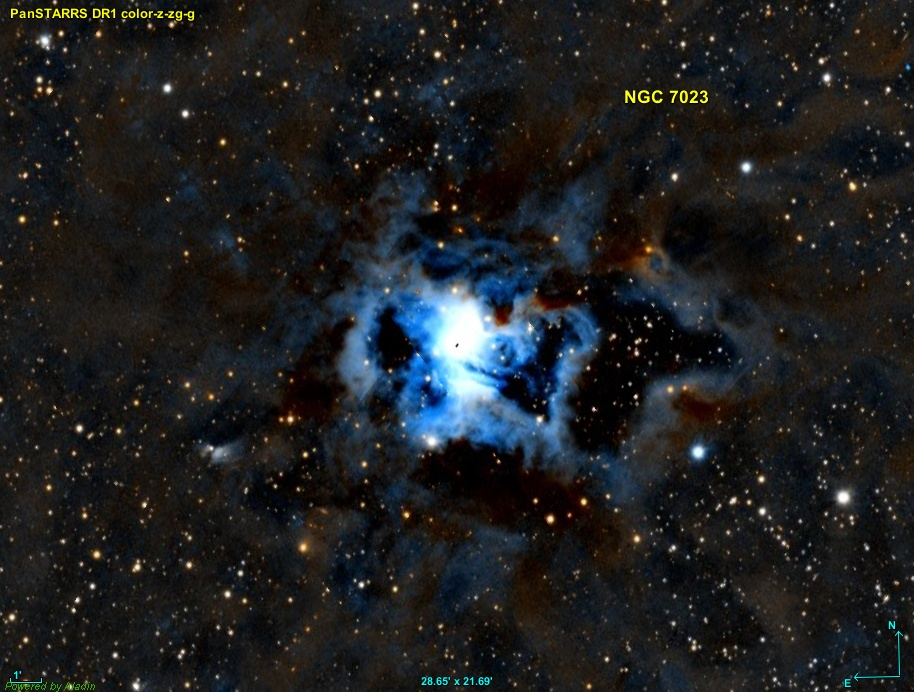
NGC 7023 par le relevé Pan-STARRS.